# 磯部孝一
磯部 孝一（いそべ こういち、1854年（安政元年3月） - 1936年（昭和11年）12月22日）は、日本の政治家。衆議院議員（1期）。

## 経歴
長門国大津郡三隅村(のち山口県大津郡三隅町、現・長門市)生まれ。農業を営み、山口県会議員、同常置委員、防長農工銀行創立委員となる。
1890年の第1回衆議院議員総選挙において山口2区から立憲自由党公認で立候補したが落選。1894年3月の第3回衆議院議員総選挙では自治党から立候補したが落選。同年9月の第4回衆議院議員総選挙では国民協会から立候補したが落選。1898年3月の第5回衆議院議員総選挙では国民協会から立候補して当選した。衆議院議員を1期務め、同年8月の第6回衆議院議員総選挙は不出馬。1936年に死去した。